# Dubrovskij (romanzo)
Dubrovskij (titolo originale in russo: Дубровский) è un romanzo breve o racconto lungo incompiuto di Aleksandr Sergeevič Puškin, incentrato sulla figura di un brigante-gentiluomo, scritto tra il 1832 e il 1833 e pubblicato postumo nel 1841.

## Genesi dell'opera
Puškin con questa opera non rese semplicemente omaggio a un genere di narrativa caro al romanticismo, ma trasse spunto principalmente da due fatti realmente accaduti.
Il poeta era a Mosca nel settembre del 1832, ospite del suo amico Pavel Voinovič Naščokin (1801-1854). Questi gli raccontò la vicenda del nobile ma povero Pavel Ostrovskij, nato nel villaggio bielorusso di Rovaniči, governatorato di Minsk, che, venuto a un dissenso con un vicino di casa per la terra, ne fu privato dal tribunale e, presi con sé diversi servi, si era dato al saccheggio. Arrestato mentre prestava servizio come insegnante da un signore di Minsk, fu tradotto con alcuni prigionieri della rivolta polacca in esilio a Vitebsk e poi a Pskov, da dove riuscì a fuggire, facendo perdere per sempre le proprie tracce. Nella prima redazione del romanzo, Puškin chiamò "Ostrovskij" il protagonista che poi, in un secondo momento, modificò in "Dubrovskij".
Tra il 1826 e il 1832 ci fu, nel governatorato di Tambov, un lungo contenzioso giudiziario tra il tenente Ivan Jakovlevič Muratov e il tenente colonnello della Guardia Semën Petrovič Krjukov. Nel 1759, il padre di Krjukov aveva venduto al padre di Muratov una tenuta, ma il documento che provava la transazione era bruciato in un incendio nel 1790. Nel corso del processo, il tenente Muratov non poté dimostrare il suo legittimo possesso e, da parte sua, il tribunale non ritenne di cercare negli archivi della corte distrettuale la copia dell'atto di acquisto, anche per la soggezione nei confronti del potente Krjukov, che alla fine la ebbe vinta su Muratov. Un conoscente di Naščokin, presente al processo, fornì a Puškin il testo della sentenza, e questi lo traspose nel romanzo con la sola modifica dei nomi.
Si sa poi per certo che Puškin, poco prima di mettere mano all'opera, fu a Pskov e nel villaggio di Boldino, presso Nižnij Novgorod, dove prese appunti su casi giudiziari che avevano per protagonisti proprietari terrieri.

## Storia editoriale
Puškin iniziò a redigere il romanzo il 21 ottobre (2 novembre calendario giuliano) 1832 ed entro l'11 (23) novembre aveva già completato la prima parte, che consta di otto capitoli. Dopo una pausa, riprese la stesura il 14 (26) dicembre e s'interruppe il 6 (18) febbraio 1833, quando era giunto alla fine della seconda parte, con il 19º capitolo. Allorché l'opera fu pubblicata, alla morte del poeta, spettò all'editore darle un titolo, avendo Puškin lasciato come sole intestazioni ai diversi paragrafi le date d'inizio del lavoro di scrittura.

## Trama

### Parte prima

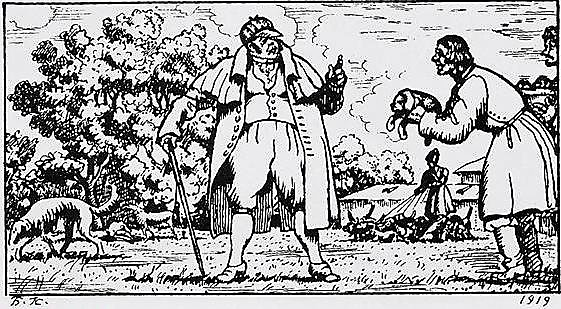
«Troekurov al canile», illustrazione di Boris Kustodiev

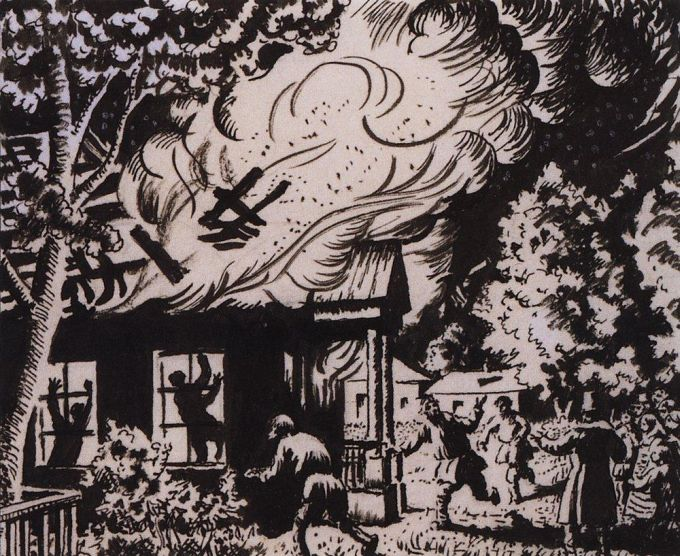
«Incendio a Kistenëvka», illustrazione di Kustodiev

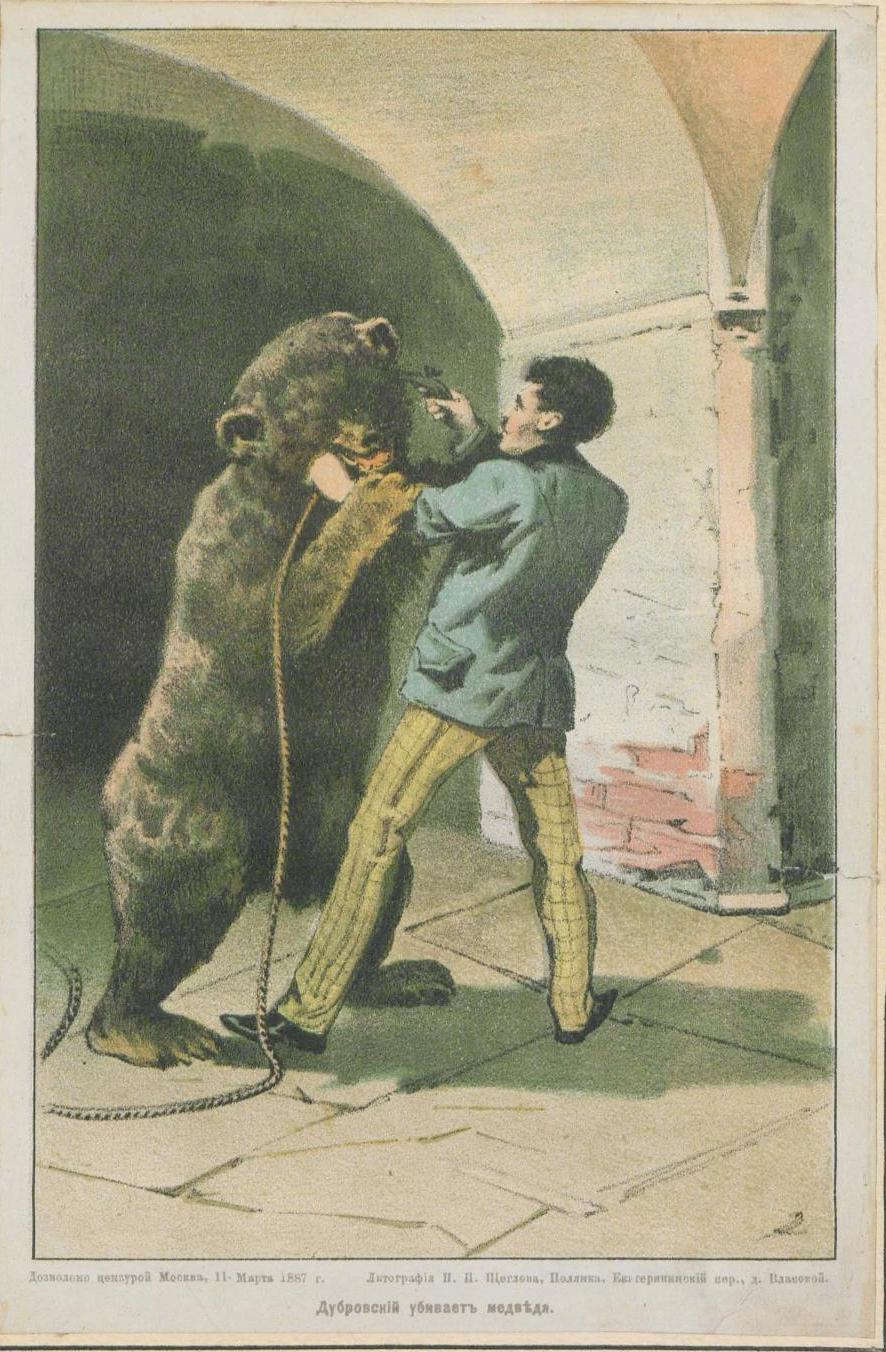
«Dubrovskij-Deforges e l'orso», litografia di P. P. Ščeglov

Kirila Petrovič Troekurov è un ricco possidente terriero, residente nel villaggio di Pokrovskoe, temuto e riverito da tutti. Questo barin incarna le «dissolutezze dell'uomo ignorante», è capriccioso, avvezzo a dare libero sfogo alle fantasie della sua indole impulsiva, e non degna nessuno di considerazione, eccezion fatta per il padrone della confinante Kistenëvka, Andrej Gavrilovič Dubrovskij, suo vecchio compagno d'armi, nobile anch'egli benché impoverito, dal carattere fiero e intransigente. Sono entrambi vedovi e hanno un figlio. Troekurov, padre della dolce Mar'ja, sogna che in futuro la sua unica erede sposi Vladimir, il rampollo di Dubrovskij, ma questi non è favorevole all'unione per la disparità dei rispettivi patrimoni.
Un giorno, in occasione di una visita al sontuoso canile di Troekurov, comprensivo anche di una clinica per cani malati, il vecchio Andrej Gavrilovič osserva che dall'amico le bestiole vivono meglio dei servi. Un bracchiere ribatte che i servi stanno bene, ma qualche nobile — e il riferimento è alla scarsa agiatezza di Dubrovskij — potrebbe guadagnare in termini di comfort a cambiare la propria casa con una cuccia. Dubrovskij, offeso, se ne torna a casa e rifiuta di ripresentarsi da Troekurov, nonostante le sue insistenze, se prima non avrà ricevuto le scuse dal bracchiere e, dovesse giudicarlo opportuno, punito l'insolente. L'inflessibilità di Dubrovskij indispettisce Kirila Petrovič, ma la rottura definitiva tra i due avviene qualche giorno dopo, quando alcuni contadini di Pokrovskoe rubano il legname nel boschetto di proprietà di Andrej Gavrilovič, cosa che in altri tempi non si sarebbero permessi di fare. Catturati due dei ladri, Dubrovskij li frusta con le verghe e requisisce i loro cavalli.
In seguito a questo episodio, Troekurov medita vendetta e decide di impadronirsi della tenuta di Dubrovskij, un tempo appartenuta a suo padre e poi venduta al padre di Andrej Gavrilovič tramite un intermediario. Come escamotage, assistito dall'assessore del tribunale distrettuale Šabaškin, si serve dell'impossibilità da parte di Dubrovskij di dimostrare la legittimità del suo possesso, avendo perduto l'atto d'acquisto e altre carte in un incendio anni prima. Portato in tribunale, Dubrovskij, privo di documenti e di relazioni, non può che soccombere allo strapotere di Troekurov, che ha ai suoi ordini tutte le autorità. Alla lettura della sentenza, che lo spoglia dei suoi diritti, il vecchio Dubrovskij non regge, dà in escandescenze e precipita in uno stato di semi-follia, accompagnato da un rapido deterioramento fisico. La vecchia bambinaia del figlio Vladimir richiama per lettera a casa il giovane, che presta servizio a San Pietroburgo in un reggimento di fanteria della Guardia, e lo informa della decisione del tribunale. Vladimir parte subito e torna a Kistenëvka.
Mentre la salute del vecchio Dubrovskij s'incrina sempre più, in Kirila Petrovič, sbollita la rabbia, affiora il desiderio di riappacificarsi con l'amico di un tempo, e si reca da lui. Andrej Gavrilovič, seduto davanti alla finestra, lo vede affacciarsi nel cortile e, fortemente turbato, è colto da paralisi. Quando il servo annuncia la visita di Troekurov, Vladimir lo fa cacciare in malo modo, per assistere poco dopo alla morte del padre.
Terminato il funerale, giungono a Kistenëvka Šabaškin e altri funzionari del tribunale per dare corso alla sentenza di esproprio, divenuta esecutiva. I servi si fanno minacciosi e i funzionari, spaventati, si asserrano nella casa. Vladimir placa la sua gente in subbuglio e la rassicura dicendo che chiederà l'intercessione dello zar. Šabaškin chiede allora a Dubrovskij se non sia possibile trascorrere in casa la notte che si avvicina, temendo un agguato dei servi col favore delle tenebre. Vladimir acconsente facendo notare che ormai lui non è più il padrone.
Ritiratosi nella stanza del padre, il giovane Dubrovskij medita sul cupo futuro che lo attende, senza più mezzi. Trova per caso le lettere che sua madre scrisse al marito al tempo della campagna turca e al pensiero che nella camera dove la genitrice aveva dormito, si sarebbero insediate le tante amanti di Troekurov, risolve di incendiare la tenuta. Si accerta che nessuno dei suoi servi sia in casa, e prima di dare fuoco, ordina al fabbro Archip di controllare se la porta dell'ingresso sia aperta, in modo da consentire ai funzionari del tribunale che dormono all'interno, di mettersi in salvo. Ma Archip, di sua iniziativa, chiude la porta, provocando la morte di Šabaškin e degli altri. Vladimir fugge intanto con la sua bambinaia, il figlio di lei, il fabbro e il cocchiere.
In breve tempo, la regione è sconvolta dalle scorrerie di una banda di briganti, che saccheggiano le case dei proprietari e le incendiano. Presto si vocifera che il loro capo, distintosi per intelligenza, valore, e persino generosità, sia proprio Dubrovskij, ma nessuno riesce a spiegarsi perché mai le terre di Troekurov scampino alla sua furia devastatrice.
Frattanto Troekurov assume un precettore francese, Deforges, per curare l'istruzione del piccolo Saša, l'unico dei molti figli illegittimi a crescere in casa, perché nato dalla relazione con l'ex istitutrice di Mar'ja Kirilovna, forse la sola donna, dopo la moglie, che abbia amato davvero.
L'occupazione abituale di Kirila Petrovič è fare scherzi pesanti ai suoi ospiti, e al nuovo arrivato riserva una delle trovate più crudeli, la quale consiste nel far entrare lo sventurato di turno in una stanza, dove è legato alla catena un famelico orso adulto, e di chiudercelo dentro. La catena non è abbastanza lunga da raggiungere solo un angolo della camera; il malcapitato lo scorge quasi subito, ma è costretto spesso per ore a restarsene a un tiro di schioppo dalla belva inferocita, prima che venga riaperta la porta. Pregustando il divertimento con Deforges, Troekurov resta di sasso quando nell'arco di pochi minuti ode un colpo di pistola. Il precettore era armato e, senza scomporsi, aveva atteso la carica dell'orso e gli aveva sparato nell'orecchio. Il sangue freddo esibito dal francese, gli conquista la simpatia di Kirila Petrovič e da parte della diciassettenne Maša, che ha finora trattato Deforges con superbia aristocratica, un sentimento destinato ad evolvere in amore.

### Parte seconda

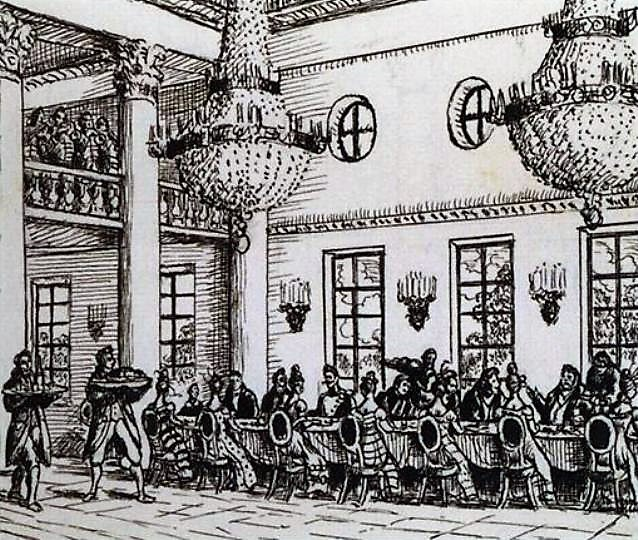
«Il pranzo da Troekurov», illustrazione di Kustodiev

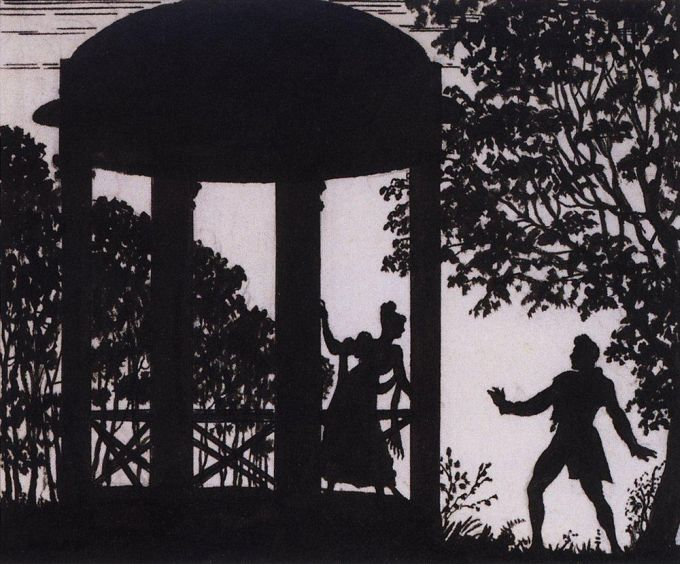
«L'appuntamento di Vladimir e Maša al gazebo», illustrazione di Kustodiev

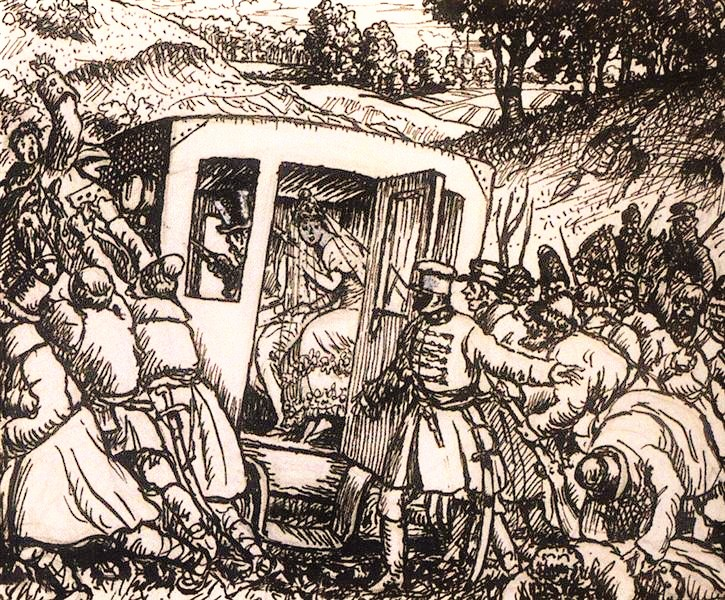
«Assalto al convoglio nuziale», illustrazione di Kustodiev

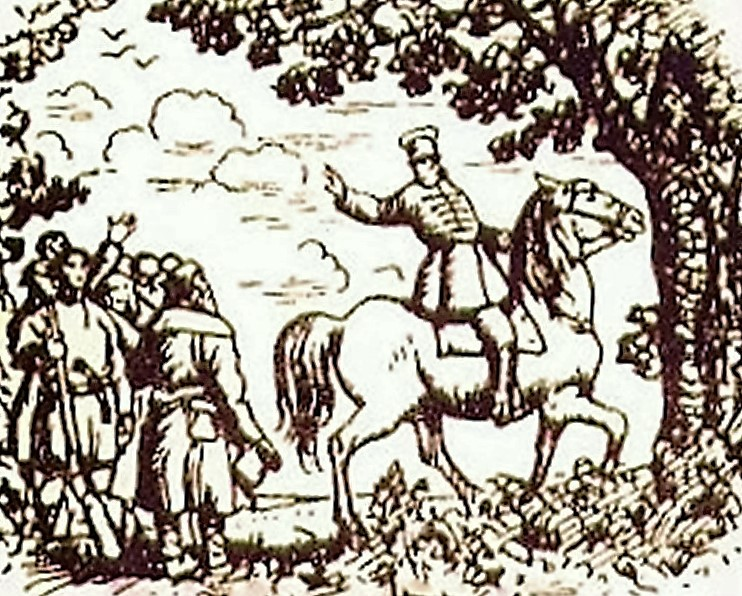
«L'addio di Dubrovskij», illustrazione di Kustodiev

In occasione di un sontuoso pranzo dai Troekurov, il possidente Spicyn, trascorre la notte da lui, ma temendo di essere derubato dai briganti, chiede di dormire nella stessa stanza con l'eroico Deforges. Spicyn ha infatti testimoniato il falso in tribunale, per confermare la versione di Troekurov riguardo Kistenëvka, e paventa la vendetta di Dubrovskij, che ha privato dei suoi sacrosanti diritti. Durante la notte, è svegliato dal francese che gli rivela di essere Dubrovskij e lo deruba di un borsello ricolmo di denaro, che si nascondeva in petto. Si scopre così che Dubrovskij aveva incontrato il vero Deforges in una stazione di posta e, saputo che era diretto da Troekurov, gli aveva offerto una grossa somma di denaro in cambio dei suoi documenti, coi quali poi si era presentato a Pokrovskoe.
Non potendo più restare in casa del suo nemico, Dubrovskij chiede a Mar'ja Kirilovna, cui dà lezioni di musica, un incontro segreto presso il gazebo. La fanciulla è certa che il giovane precettore le dichiarerà il suo amore, e infatti così è, ma oltre a ciò Deforges le confessa il suo vero nome e le racconta di come, sul punto di far bruciare la tenuta di Kirila Petrovič, la vide e se ne innamorò perdutamente, strappando all'istante dal suo cuore ogni sentimento di rivalsa sul nemico. E inoltre le spiega di aver preso il posto di Deforges solo per poterle stare vicino. Prima di scomparire Dubrovskij ottiene da Maša la promessa che, in caso di bisogno estremo, ricorrerà al suo aiuto.
Dopo qualche tempo, in prossimità di Pokrovskoe, ad Arbatovo, viene a stabilirsi il principe Verejskij, un cinquantenne segnato da una vita di vizio e di eccessi. Veduta la bella Maša nel corso di una visita da Troekurov, prende a corteggiarla, senza che la ragazza intuisca lo scopo riposto della sua gentilezza. Una mattina apprende dal padre che è stata concessa in moglie al principe, appena dichiaratosi. Mar'ja Kirilovna è disperata, ma rammentandosi che quella stessa mattina qualcuno le aveva lasciato dalla finestra aperta un messaggio, e presentendo che era di Dubrovskij, corre a leggerlo. Il famoso brigante le fissa un nuovo appuntamento nel solito posto. Qui Dubrovskij le annuncia di essere al corrente di tutto e la prega di supplicare il padre affinché ritiri la promessa di matrimonio. Nel caso non ci riuscisse e volesse il suo aiuto, Vladimir le consegna un anello e la implora di metterlo nel tronco cavo di una grande quercia. Questo sarà il segnale che Maša desidera il suo intervento e, a quel punto, legarsi a lui per sempre.
Mar'ja Kirilovna scrive una lettera al principe Varejskij, nella quale gli confessa di non provare il minimo affetto per lui. Il principe mostra la lettera a Troekurov che, adirato, fissa il matrimonio due giorni dopo. La povera fanciulla prova invano a intenerire il tirannico padre e, in preda allo sconforto, non si trattiene dal dirgli che, stando così le cose, sarà Dubrovskij a salvarla. A quelle parole, Troekurov chiude la figlia a chiave in camera sua, deciso a farla uscire solo per il matrimonio. Un barlume di speranza sembra illuminare l'oscuro orizzonte di Maša, quando il fratellino Saša, che le parla in giardino, sotto la sua finestra, accetta di porre l'anello nel cavo della quercia. Il bambino esegue l'incarico affidatogli, ma avvedendosi che un ragazzino cencioso dai capelli rossi vuole prendere l'anello (è in realtà un emissario di Vladimir), lo affronta. Alle sue grida accorre il giardiniere, che porta i due monelli al cospetto del padrone. Troekurov apprende dal piccolo intruso che appartiene a quella che fu la servitù dei Dubrovskij, convoca il commissario e si consulta con lui. Intanto il contadinello è lasciato andare.
La mattina delle nozze, Maša, la quale ignora che il fratello ha fallito la sua missione, è certa che Dubrovskij verrà a salvarla. Attende fin sotto all'altare il suo arrivo, ma l'amato Vladimir non si vede e lei si ritrova maritata, senza neanche aver pronunciato il sì, dal prete che ha fretta di concludere la cerimonia. Durante il viaggio che deve accompagnare gli sposi a casa, la carrozza è assalita da Dubrovskij e dalla sua banda. Vladimir chiede a Maša di seguirlo; il principe informato dalla moglie dell'identità dell'assalitore, estrae la pistola e lo ferisce a una spalla. I briganti afferrano Varejskij per vendicare il capo, ma Dubrovskij ingiunge loro di non toccarlo. Maša spiega a Dubrovskij che ormai il suo destino è di seguire il marito, quindi il giovane, indebolito dalla perdita di sangue, viene portato via dai suoi uomini.
Trascorrono pochi giorni e l'accampamento di Dubrovskij, piantato «nel mezzo di un bosco impenetrabile», è attaccato dai soldati. Vladimir, ancora convalescente, guida la difesa dei suoi e uccide l'ufficiale nemico. La perdita del capo manda in confusione i soldati, che fuggono. Il cruento episodio concentra le forze governative sui briganti, e presto molti di loro vengono catturati. Ma non Dubrovskij che, lasciata la banda, sembra abbia fatto in tempo a trovare riparo all'estero.

### Il prosieguo non scritto della storia
Il romanzo Dubrovskij è incompiuto, ma dalle carte conservate è possibile ricostruire, a grandi linee, quale sarebbe stato lo sviluppo successivo dell'intreccio. Il principe Varejskij muore, lasciando Mar'ja Kirilovna vedova. Dubrovskij, sotto le mentite spoglie di un cittadino inglese, torna in Russia e si ricongiunge all'amata. Tuttavia, vittima di una spiata sulle sue passate rapine, diviene oggetto di indagine da parte della polizia.

## Critica
- Vissarion Belinskij, in «Дубровский pendant к Капитанской дочке» (Dubrovskij verso La figlia del capitano), scrive che in entrambi i romanzi «domina la legge del pomeščik,[11] e il giovane Dubrovskij viene rappresentato come una sorta di Achille in mezzo a questa gente, ruolo che, decisamente, non riesce a Grinëv, l'eroe de La figlia del capitano. Ma Dubrovskij, nonostante tutta la maestria che l'autore spende nella sua caratterizzazione, resta pur sempre un personaggio melodrammatico e privo d'interesse di per se stesso. In generale tutto questo racconto sa fortemente di melodramma. Tuttavia in esso c'è qualcosa di meraviglioso. Il vecchio stile di vita della nobiltà russa è descritto con impressionante veridicità nel personaggio di Troekurov. I funzionari e l'ordinamento giudiziario dell'epoca, pure rientrano nella parte riuscita del racconto. Altrettanto meravigliosamente sono delineati i servi. Ma la più brillante è la raffigurazione dell'eroina, donna russa per eccellenza. Vita solitaria e romanzi francesi hanno fortemente sviluppato in lei, non l'amore, non la passione, bensì la fantasia, e lei si considera, per l'appunto, un'eroina pronta a fare qualsiasi sacrificio per colui che ama... Essere rapita all'altare — dove a viva forza è stata trascinata a sposare un vecchio corrotto — dall'innamorato-brigante, le sembra molto "romanzesco" e l'idea, di conseguenza, la seduce parecchio. Ma Dubrovskij giunge in ritardo, e di questo lei in cuor suo si rallegra; può recitare il ruolo della moglie fedele e, di conseguenza, ancora dell'eroina».[12]
- A parere del critico letterario Dmitrij Svjatopolk-Mirskij (1890-1939), se Puškin avesse completato Dubrovskij, avremmo avuto «forse il miglior romanzo russo d'azione». Si tratta, in ogni caso, di una storia «simpaticamente e (volutamente) melodrammatica, con un virtuoso gentiluomo alla Robin Hood ed una eroina ideale», cui si aggiunge il tipo del «rozzo spaccone», personificato da Troekurov.[13]
- Per Nina Nikolaevna Petrunina, gli eroi di Puškin cercano, senza riuscirci, di essere gli artefici del proprio destino. Dubrovskij, in particolare, ha vissuto tre vite, e in nessuna di esse ha potuto trovare il proprio spazio nel mondo. È stato un «dissipatore e ambizioso ufficiale della Guardia, l'umile e coraggioso Deforges, un terribile e onesto brigante», ma la società ha deciso per lui quale posto doveva occupare nel suo seno, un posto che, una volta fissato, resta immutabile, qualunque tentativo l'eroe faccia per cambiare la propria sorte.[14]
- Ettore Lo Gatto, che assegna a Dubrovskij lo status di opera completa, definisce il romanzo, dal punto di vista artistico, «una via di mezzo tra il racconto storico propriamente detto e il racconto realistico». Al centro della vicenda Lo Gatto colloca Troekurov, l'esemplare umano, scomparso o in via di estinzione al tempo di Puškin, del ricco proprietario russo «autoritario, arrogante e pieno di sprezzo per il mondo circostante». Ciò nonostante, anche nel suo animo albergano «scintille di nobiltà», solo che l'organizzazione della vita sociale è tale da dileguare i buoni sentimenti e dare libero sfogo ai capricci e all'orgoglio. Quanto all'eroe del romanzo, Vladimir Dubrovskij, egli diventa un brigante perché si persuade che in una società corrotta, un cittadino onesto non può sperare di essere difeso dallo Stato ed è costretto a contare, se vuole giustizia, unicamente sulla propria forza. La guerra che poi dichiara alla società, la conduce però in maniera scriteriata, sfogando «il proprio dolore su degli innocenti e lasciando in pace il suo primo nemico, colpevole della sua sventura, ma della cui figlia è innamorato».[15]
- Serena Vitale ritiene che in Dubrovskij Puškin abbia sostanzialmente fatto una riflessione sulla storia, partendo dalla rivolta decabrista. Proprio questo evento «chiudeva ogni prospettiva alle romantiche imprese del nobile ribelle, ne faceva intuire la velleitaria inutilità (e la sconfitta) di fronte al potere dei cortigiani-avventurieri». Inoltre «aveva scoperto l'abisso che divide la rivolta aristocratica da quella di popolo», argomento studiato attraverso la figura di Pugačëv, poi diventata centrale ne La figlia del capitano.[16]

## Adattamenti cinematografici e televisivi
- Dubrovskij (URSS, 1936) — film diretto da Aleksandr Ivanovskij. Nel ruolo del protagonista, Boris Livanov
- Aquila nera (Italia, 1946) — film diretto da Riccardo Freda. Nel ruolo del protagonista, Rossano Brazzi
- Il vendicatore (Jugoslavia, Italia, Germania, 1959) — film diretto da William Dieterle. Nel ruolo del protagonista, John Forsythe
- Il nobile brigante Vladimir Dubrovskij (URSS, 1988) — film esteso per la televisione in quattro puntate nel 1989 e diretto da Vjačeslav Nikiforov. Nel ruolo del protagonista, Michail Efremov
- Dubrovskij (Russia, 2014) — film esteso per la televisione in cinque puntate e diretto da Aleksandr Vartanov. Nel ruolo del protagonista, Danila Kozlovskij